# Sybille Ebert-Schifferer
Sybille Ebert-Schifferer est une historienne de l'art allemande née en 1955 à Hambourg, spécialisée dans l'art baroque du XVIe et XVIIe siècles.
Sybille Ebert-Schifferer dirige la Bibliotheca Hertziana de Rome depuis 2001.